# Martina Benecke
Martina Benecke (* 1967) ist eine deutsche Rechtswissenschaftlerin.

## Leben
Nach der Promotion in Göttingen 1995/1996 und Habilitation an der Universität Göttingen 2002/2003 wurde sie Inhaberin des Lehrstuhls für Bürgerliches Recht, Handels-, Arbeits- und Wirtschaftsrecht an der Universität Augsburg.
Ihren Forschungsschwerpunkt bildet das gesamte Arbeitsrecht, insbesondere das Antidiskriminierungsrecht sowie das Arbeitsrecht 4.0.

## Schriften (Auswahl)
- Beteiligungsrechte und Mitbestimmung im Personalvertretungsrecht. Eine vergleichende Untersuchung der Regelungen und Reformbemühungen in Bund und Ländern unter Einbeziehung des Betriebsverfassungsrechts. Baden-Baden 1996, ISBN 3-7890-4520-9.
- mit Abbo Junker: Computerrecht. Baden-Baden 2003, ISBN 3-7890-8216-3.
- Gesetzesumgehung im Zivilrecht. Lehre und praktischer Fall im allgemeinen und internationalen Privatrecht. Tübingen 2004, ISBN 3-16-148413-4.
- Mobbing. Arbeits- und Haftungsrecht. München 2005, ISBN 3-406-52971-2.